# Dietrich Mateschitz

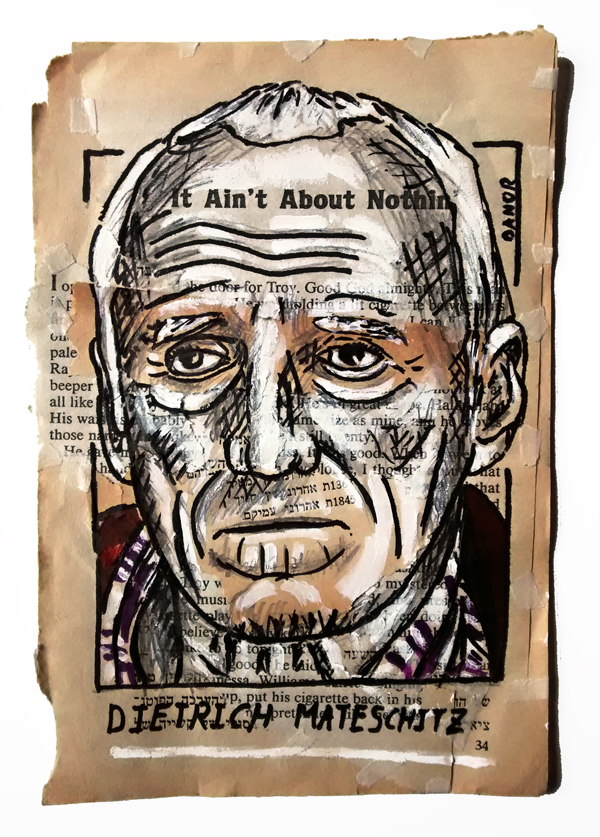
Portret Dietricha Mateschitza

Dietrich Mateschitz (ur. 20 maja 1944 w Sankt Marein im Mürztal, zm. 22 października 2022) – austriacki miliarder, jeden z założycieli przedsiębiorstwa Red Bull GmbH (posiadał 49% udziałów) oraz właściciel dwóch zespołów Formuły 1: Red Bull Racing i Scuderia AlphaTauri. Według miesięcznika Forbes, w 2008 zajął 260. miejsce na liście najbogatszych ludzi na świecie. Jego majątek został wyceniony na 4 miliardy dolarów.

## Życiorys
Jego rodzice byli nauczycielami. Studiował 10 lat w Wyższej Szkole Handlu Światowego w Wiedniu. Po ukończeniu studiów szybko awansował na stanowisko dyrektora marketingu w przedsiębiorstwie Blendax. Podczas jednej ze służbowych wypraw do Tajlandii spróbował napoju energetycznego Krating Daeng i postanowił sprowadzić go do Europy. W 1984 wraz z Chaleo Yoovidhyą założył przedsiębiorstwo Red Bull GmbH, inwestując na starcie 500 000 dolarów. Aktualnie przedsiębiorstwo kontroluje 70% rynku napojów energetyzujących na świecie.
W 2004 kupił od Koncernu Forda zespół Jaguar Racing i utworzył Red Bull Racing. Rok później kupił włoski zespół Minardi i przekształcił go w Scuderia Toro Rosso. W tym samym roku kupił drużynę piłkarską SV Austria Salzburg i zmienił jej nazwę na Red Bull Salzburg oraz drużynę z ligi Major League Soccer New York MetroStars i przekształcił ją w New York Red Bulls. W 2010, 2011, 2012 i 2013 ekipa Red Bull Racing zdobyła mistrzostwo świata konstruktorów Formuły 1, a Sebastian Vettel tytuł mistrza świata w bolidzie Red Bull RB6, Red Bull RB7, Red Bull RB8 i Red Bull RB9.
Posiadał hangar na lotnisku w Salzburgu, gdzie przechowywał swoje samoloty (m.in. Douglas DC-6, który należał do Josipa Broza Tito) oraz dawne bolidy Formuły 1.
Zmarł 22 października 2022 z powodu ciężkiej, długotrwałej choroby.  Informacja o jego śmierci została ogłoszona na kilkadziesiąt minut przed startem kwalifikacji do GP Formuły 1 w USA.